# Katharina Ramsauer
Katharina Ramsauer (ur. 21 maja 1995 w Hallein) – austriacka narciarka dowolna specjalizująca się w jeździe po muldach, olimpijka z Pekinu 2022, brązowa medalistka uniwersjady.

## Udział w zawodach międzynarodowych
| Impreza                     | Rok  | Gospodarz            | Konkurencja    | Miejsce |                      |      |       |       |     |
| --------------------------- | ---- | -------------------- | -------------- | ------- | -------------------- | ---- | ----- | ----- | --- |
| Impreza                     | Rok  | Gospodarz            | Konkurencja    | Miejsce | Igrzyska olimpijskie | 2022 | Pekin | muldy | 29. |
| Mistrzostwa świata          | 2015 | Kreischberg          | muldy          | 35.     |                      |      |       |       |     |
| Mistrzostwa świata          | 2015 | Kreischberg          | muldy podwójne | 32.     |                      |      |       |       |     |
| Mistrzostwa świata          | 2021 | Ałmaty               | muldy          | 29.     |                      |      |       |       |     |
| Mistrzostwa świata          | 2021 | Ałmaty               | muldy podwójne | 28.     |                      |      |       |       |     |
| Mistrzostwa świata          | 2023 | Bakuriani            | muldy          | 20.     |                      |      |       |       |     |
| Mistrzostwa świata          | 2023 | Bakuriani            | muldy podwójne | 18.     |                      |      |       |       |     |
| Mistrzostwa świata juniorów | 2012 | Chiesa in Valmalenco | muldy          | 20.     |                      |      |       |       |     |
| Mistrzostwa świata juniorów | 2012 | Chiesa in Valmalenco | muldy podwójne | 22.     |                      |      |       |       |     |
| Uniwersjada                 | 2015 | Grenada              | muldy          | 9.      |                      |      |       |       |     |
| Uniwersjada                 | 2017 | Ałmaty               | muldy          | brąz    |                      |      |       |       |     |
| Uniwersjada                 | 2017 | Ałmaty               | muldy podwójne | brąz    |                      |      |       |       |     |
| Uniwersjada                 | 2019 | Krasnojarsk          | muldy          | 11.     |                      |      |       |       |     |
| Uniwersjada                 | 2019 | Krasnojarsk          | muldy podwójne | 13.     |                      |      |       |       |     |